# Нижнята
Нижнята — деревня в Кикнурском районе Кировской области.

## География
Находится на расстоянии примерно 20 км по прямой на север-северо-восток от райцентра поселка  Кикнур.

## История
Известна с 1873 года как починок Аракнурский (Васьки, Волки), где было учтено дворов 7 и жителей 69, в 1905 (уже деревня Аракнур или Нижнята) 30 и 191, в 1926 40 и 227(мари 47), в 1950 41 и 143, в 1989 году оставалось 23 человека. Нынешнее название закрепилось с 1978 года. В период 2006-2014 годов входила в Кокшагское сельское поселение. С 2014 по январь 2020 года входила в Кикнурское сельское поселение до его упразднения. 

## Население
Постоянное население  составляло 9 человек (русские 100%) в 2002 году, 0 в 2010.